# Basket Alcamo 2001-2002
La stagione 2001-2002 del Basket Alcamo è stata la quarta consecutiva disputata in Serie A2 femminile.
Sponsorizzata dall'Ilg, la società trapanese si è classificata al quattordicesimo posto in A2 ed è retrocessa in Serie B.

## Verdetti stagionali
Competizioni nazionali
- Serie A2:

stagione regolare: 14º posto su 14 squadre (6-20).

## Rosa
| Giocatrici |
| ---------- |

| N° | Naz.              | Ruolo | Sportivo            | Anno | Alt. |  |
| -- | ----------------- | ----- | ------------------- | ---- | ---- |  |
|    | Italia (bandiera) | PG    | Loredana Costantino | 1973 | 170  |  |
|    | Italia (bandiera) | A     | Simona Adorni       | 1975 | 185  |  |
|    | Italia (bandiera) | C     | Silvia Brum         | 1971 |      |  |
|    | Italia (bandiera) |       | Ferrara             |      |      |  |
|    | Italia (bandiera) |       | Giordani            |      |      |  |
|    | Italia (bandiera) |       | Gallo               |      |      |  |
|    | Italia (bandiera) |       | D'Angelo            |      |      |  |
|    | Italia (bandiera) |       | Malisardi           |      |      |  |
|    | Italia (bandiera) |       | Giacalone           |      |      |  |
|    | Italia (bandiera) |       | Spallino            |      |      |  |
|    | Italia (bandiera) |       | Narcisi             |      |      |  |
|    | Italia (bandiera) |       | Dominici            |      |      |  |

| Staff tecnico          |
| ---------------------- |
| Allenatore: Vito Amato |